# Chính trị Phần Lan
Chính trị Phần Lan đi theo nguyên mẫu nhà nước dân chủ đại nghị, đa đảng. Phần Lan là một nước cộng hòa với nguyên thủ là Tổng thống Sauli Niinistö, người thống lĩnh các lực lượng phòng vệ Phần Lan và điều hành các chính sách đối ngoại của nhà nước cùng với Chính phủ. Theo học thuyết tam quyền phân lập, quyền lập pháp do Quốc hội thực hiện, quyền hành pháp của Quốc hội do Chính phủ – đứng đầu bởi Thủ tướng – thực hiện và quyền tư pháp thuộc về các tòa án độc lập, cao nhất là Tòa án Tối cao và Tòa án Hành chính Tối cao. Hiến pháp Phần Lan trao quyền cho cả tổng thống và Chính phủ, theo đó tổng thống có quyền phủ quyết đối với các nghị quyết của Quốc hội, tuy nhiên Quốc hội có khả năng vô hiệu hóa quyền này với một cuộc biểu quyết đa số thuận.